# Лакота (мова)
Лакота (Lakȟótiyapi), також лахота, тетон або тетон сіу — сіуанська мова, якою розмовляють люди народності лакота племен сіу. Хоча, як правило, розглядається окрема мова, лакота є взаємно зрозуміла з іншими двома мовами (наприклад, дакота), і більшістю лінгвістів вважається одним з трьох основних різновидів мови сіу.

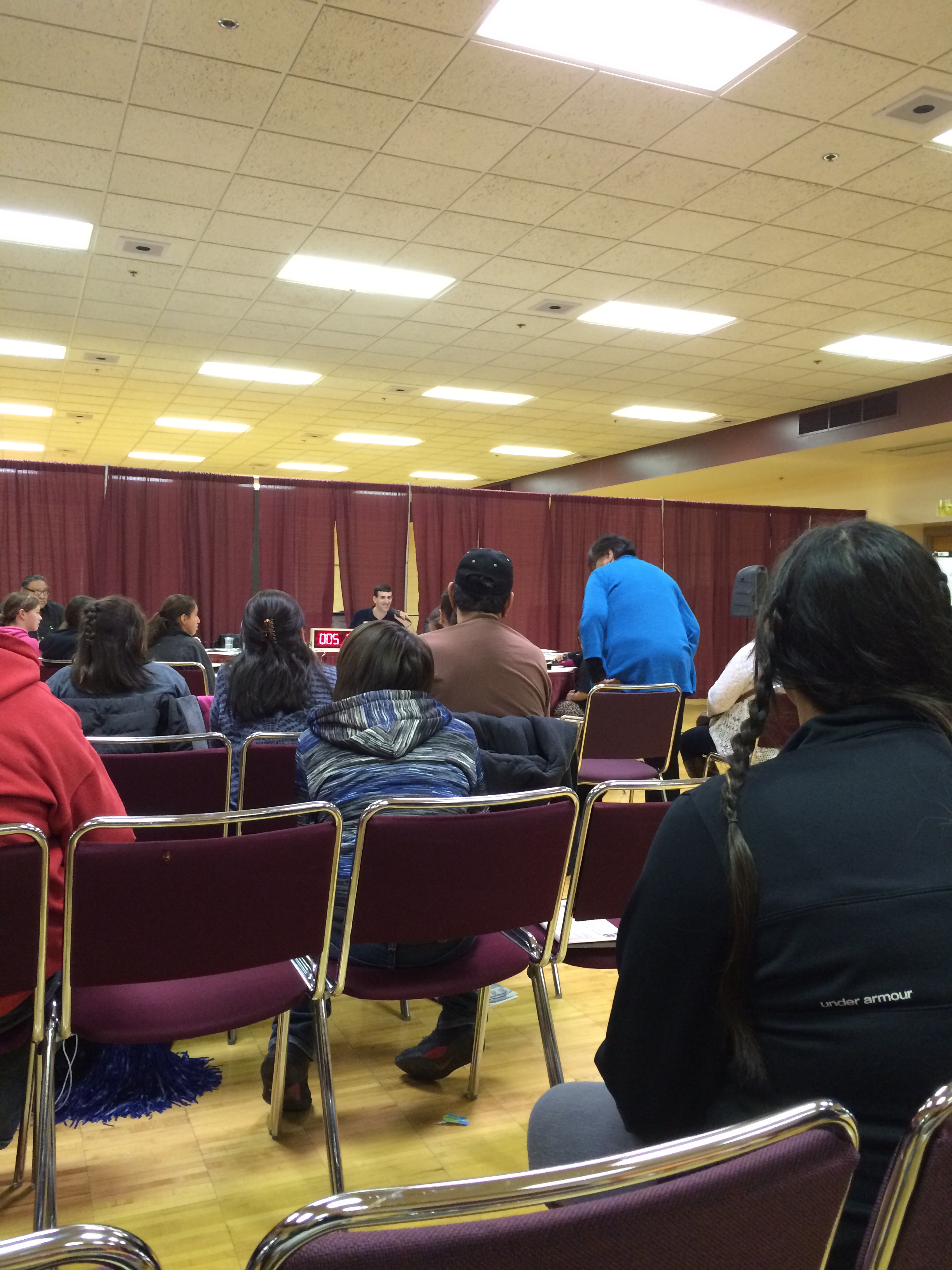
Зібрання мовців лакота в Lakota Nation Invitational

Носії мови лакота складають одну з найбільших мовних спільнот корінних американців у Сполучених Штатах. Є близько 2000 мовців, які живуть переважно в північних рівнинах штатів Північна Дакота та Південна Дакота. Для дітей доступна мовна онлайн-програма. Існує також мовна програма для занятть дітей в Індіанській школі Червоної Хмари. Індіанська школа Червоної Хмари викладає лакоту як другу мову в школі за допомогою Американського інституту індіанських досліджень в Університеті Індіани.
Мова вперше була записана в письмовій формі європейсько-американськими місіонерами близько 1840 року. З тих пір вона розвивалася для відбраження сучасних потреб та використання.

## Історія та походження
Згідно з історіями створення племені лакота, мова виникла з утворенням племені.

## Фонологія

### Голосні
Лакота має п'ять чистих голосних, /i e a o u/, і три носових голосних, /ĩ ã ũ/ (фонетично [ɪ̃ ə̃ ʊ̃]). Вважається, що /e/ та /o/ є більш відкритими, ніж відповідні кардинальні голосні, можливо, ближчі до [ɛ] та [ɔ] . Орфографічно носові голосні записуються з додаванням <ƞ>,<ŋ> або <n>, історично їх писали з огонеком внизу <į ą ų>. Жодні склади не закінчуються приголосним /n/ .
|          |        | Передні | Центральні | Задні |
| -------- | ------ | ------- | ---------- | ----- |
| Закриті  | чисті  | i       |            | u     |
| Закриті  | носові | ĩ       |            | ũ     |
| Середні  |        | e       |            | o     |
| Відкриті | числі  |         | a          |       |
| Відкриті | носові |         | ã          |       |

Нейтральний голосний (шва) автоматично вставляється між певними приголосними, наприклад, у пари <gl>, <bl> і <gm>. Таким чином, назва клану, що пишеться фонематично як <Oglala>, стала топонімом Огаллала.

### Приголосні
|                     |              | Двогубні          | Зубні             | Ясенні   | Заясенні           | Задньоязикові     | Язичкові | Гортанні |
| ------------------- | ------------ | ----------------- | ----------------- | -------- | ------------------ | ----------------- | -------- | -------- |
| Носики              | Носики       | м [m]             |                   | n [n]    |                    |                   |          |          |
| Плозиви та африкати | глухі        | p [p]             | t [t]             |          | č [tʃ]             | k [k]             |          | ' [ʔ]    |
| Плозиви та африкати | дзвінкі      | b [b]             |                   |          |                    | g [ɡ]             |          |          |
| Плозиви та африкати | з придихом   | ph [pʰ] / pȟ [pˣ] | th [tʰ] / tȟ [tˣ] |          | čh [tʃʰ] tʃʰ [tʃʰ] | kh [kʰ] / kȟ [kˣ] |          |          |
| Плозиви та африкати | еєктивні     | p ' [pʼ]          | t ' [tʼ]          |          | č ' [tʃʼ]          | k ' [kʼ]          |          |          |
| Фрикативні          | глухі        |                   |                   | s [s]    | š [ʃ]              |                   | ȟ [χ]    |          |
| Фрикативні          | дзвінкі      |                   |                   | z [z]    | ž [ʒ]              |                   | ǧ [ʁ]    |          |
| Фрикативні          | еєктивні     |                   |                   | s ' [sʼ] | š ' [ʃʼ]           |                   | ȟ ' [χʼ] |          |
| Апроксиманти        | Апроксиманти | w [w]             |                   | l [l]    | y [j]              |                   |          | h [h]    |

Дзвінкий язичковий фрикативний /ʁ/ перетворюється на язичковий дрижачий ([ʀ]) перед /i/ а у швидкій промові часто реалізується як дзвінкий м'якопіднебінний фрикатив [ɣ] . У глухих придихових плозивів є два аллофонічні варіанти: кожен із затримкою в озвученні ([pʰ tʰ kʰ]) і той із велярним тертям ([pˣ tˣ kˣ]), які виникають перед /a/, /ã/, /o/, /ĩ/, і /ũ/ (таким чином, lakhóta, /laˈkʰota/ є фонетично [laˈkˣota]). Для деяких мовців існує фонематичне розмежування між цими двома, і обидва зустрічаються перед /e/. З африкатою / tʃʰ / такої зміни не відбувається. Деякі орфографії відзначають цю відмінність, деякі — ні. Язичкові фрикативи /χ/ і /ʁ/ зазвичай пишуться <ȟ> і <ǧ>.
Усі мономорфемні слова мають одну голосну, яка несе первинний наголос і має вищий тон, ніж усі інші голосні слова. Це, як правило, голосна другого складу слова, але часто й перший склад може бути наголошеним, а іноді й інші склади. Наголос, як правило, вказується з гострим акцентом: <á> і т. д. Складні слова мають наголошені голосні в кожному компоненті; правильне написання передбачає сполечення дефісом. Таким чином máza-ská, буквально «метал-білий», тобто «срібло; гроші», має два наголошених голосних, перший a у кожному компоненті. Якби це було написано без дефісу, як mazaska, то означало б єдиний основний наголос.

### Орфографія
Більшість навчальних закладів, де вивчають лакота, прийняли систему Нового словника лакоти як стандартну орфографію. Історично кілька орфографій, а також спеціальний правопис були використані для написання мови Лакота.
Система правопису Нового словника лакоти представлена нижче: Голосні — a, e, i, o, u; носові голосні — aŋ, iŋ, uŋ. Тональвий наголос позначений акутом : á, é, í, ó, ú, áŋ, íŋ, úŋ на наголошених голосних (які отримують більш високий тон, ніж ненаголошені)
Наступні приголосні наближають свої значення відповідних у МФА: b, g, h, k, l, m, n, ŋ, p, s, t, w, z. Y має своє англійське значення /j/. Апостроф використовується для гортанної змички.
Гачек використовується для звуків, окрім /ŋ/, які в МФА не пишуться латинськими літерами: č /tʃ/, ǧ /ʁ/, ȟ /χ/, š /ʃ/, ž /ʒ/. Аспірати пишуться з h : čh, kh, ph, th, і велярне тертя з ȟ : kȟ, pȟ, tȟ. Еєктиви пишуть з апострофом: č’, ȟ’, k’, p’, s’, š’, t’‌. ‌
Правопис, що використовується в сучасних популярних текстах, часто пишеться без діакритики. Окрім того, що не позначаєть наголос, це також призводить до плутанини численних приголосних: /s/ та /ʃ/ обидва записуються s, /h/ і /χ/ обидва пишуться h, а зупинки придихові приголосні записуються як без придиху, як p, t, c, k.

#### Алфавіт
Стандартна ортографія лакота, якою користується більшість шкіл, в принципі є фонематичною, що означає, що кожен символ (графема) являє собою один характерний звук (фонема), за винятком розрізнення між гортанним і задньоязиковим придихом, які трактуються фонетично. 
| Літера | Назва літери | Звичне фонетичне значення (МФА) |
| ------ | ------------ | ------------------------------- |
| A a    | a            | [a]                             |
| Aŋ aŋ  | aŋ           | [ə̃]                             |
| B b    | be           | [b]                             |
| Č č    | ču           | [tʃ]                            |
| Čh čh  | čhi          | [tʃʰ]                           |
| Č’ č’  | č’ó          | [tʃʼ]                           |
| E e    | e            | [ɛ]                             |
| G g    | gli          | [ɡ]                             |
| Ǧ ǧ    | ǧu           | [ʁ] / [ʀ]                       |
| H h    | ha           | [h]                             |
| Ȟ ȟ    | ȟe           | [χ]                             |
| I i    | i            | [ɪ]                             |
| Iŋ iŋ  | iŋ           | [ɪ̃]                             |
| K k    | ku           | [k]                             |
| Kh kh  | khi          | [kʰ]                            |
| Kȟ kȟ  | kȟa          | [kˣ]                            |
| K’ k’  | k'o          | [kʼ]                            |
| L l    | la           | [l]                             |
| M m    | ma           | [m]                             |
| N n    | na           | [n]                             |
| O o    | o            | [ɔ]                             |
| P p    | pu           | [p]                             |
| Ph ph  | phi          | [pʰ]                            |
| Pȟ pȟ  | pȟa          | [pˣ]                            |
| P’ p’  | p'o          | [pʼ]                            |
| S s    | sa           | [s]                             |
| Š š    | še           | [ʃ]                             |
| T t    | tu           | [t]                             |
| Th th  | thi          | [tʰ]                            |
| Tȟ tȟ  | tȟa          | [tˣ]                            |
| T’ t’  | t'o          | [tʼ]                            |
| U u    | u            | [ʊ]                             |
| Uŋ uŋ  | uŋ           | [ʊ̃]                             |
| W w    | wa           | [w]                             |
| Y y    | ya           | [j]                             |
| Z z    | za           | [z]                             |
| Ž ž    | že           | [ʒ]                             |
| ’      | khéze        | [ʔ]                             |

 Усі диграфи (тобто символи, утворені двома літерами, такими як kh, kȟ, k'), в алфавітному порядку розглядаються як групи окремих літер. Так, наприклад, слово čhíŋ передує čónala у словнику.

## Граматика

### Порядок слів
Основний порядок слів Лакоти — підмет-додаток-присудок, хоча порядок може бути змінений для виразності. Означення і прийменники йдуть після головних іменників: mas'óphiye él , «у магазині» (буквально «магазин у»); thípi=kiŋ ókšaŋ , «навколо будинку» (буквально «будинок = навколо»).

### Вигуки
Коли вживаються вигуки, вони починають речення або закінчують його. Невелика кількість викликів використовується лише однією статтю, наприклад, вигуком, що виражає невіру, є ečéš для жінок, але hóȟ для чоловіків; для виклику уваги жінки кажуть máŋ, в той час як чоловіки використовують wáŋ. Однак більшість вигуків використовують обидві статі.

### Сполучники
Для реченнь звично починаєттися зі сполучника. Обидва čhaŋké і yuŋkȟáŋ можна перекласти як і; k’éyaš схожий на українське але. Кожен з цих сполучників з'єднує частини речення. Крім того, сполучник na сполучає іменників або словосполучення.

### Прислівники, післяйменники та похідні модифікатори
Лакота використовує післяйменнки, які схожі на прийменники, але слідують за їх іменниковим доповненням. Прислівники або післяпозиційні фрази можуть описувати спосіб, розташування чи причину. Існують також питальні прислівники, які використовуються для формування питань.

### Іменники та займенники
Називні позначення в лакоті необов'язкові, але коли з'являються іменники, основний порядок слів є підмет–додаток–присудок. Займенники не є звичними, але можуть вживатися для контрасту або підкреслено.
Лакота має чотири артиклі : waŋ неозначений, схожий на англійські a та an, та kiŋ — означений, подібно до англійського the. Крім того, waŋží та k’uŋ — відповідно неозначений та означений артиклі, що використовується з гіпотетичними або ірреалістичними об'єктами.

### Вказівні займенники
Також є дев'ять вказівних займенників, які можуть функціонувати або як займенники, або як детермінативи.
|         | Відстань від мовця |              |                            |
|         | біля мовця         | біля слухача | далеко від мовця і слухача |
| однина  | lé                 | hé           | ká                         |
| двоїна  | lenáos             | henáos       | kanáos                     |
| множина | lená               | hená         | kaná                       |

### Дієслова
Дієслова — єдиний клас слів, обов'язковий у реченні лакота. Дієслова можуть бути активними, називаючи дію або стативними, тобто описувати властивість. Українською мовою такі описи зазвичай робляться з прикметниками.
Дієслова змінюються за першою, другою або третьою особою, і за одниною, двоїною або множиною граматичного числа.

### Морфологія

#### Відмінювання дієслів
Існують дві парадигми для словозміни. Один набір морфем вказує на особу та число підмета активних дієслів. Інший набір морфем узгоджується з додатком перехідних дієслів або підметом стативних дієслів.
Більшість морфем у кожній парадигмі є префіксами, але суб'єкти множини позначені суфіксом та множинні предмети третьої особи з інфіксом.
Підмет від першої особи може бути в однині, двоїні або множині; від другої чи третьої особи може бути в однині або множині.
|             | однина         | двоїна       | множина  |
| перша особа | wa-            | uŋ(k) -… -pi |          |
| друга особа | ya-            |              | ya-… -pi |
| третя особа | без позначення |              | -pi      |

Приклади: máni «Він ходить». mánipi «Вони ходять».
|             | однина         | двоїна | множина      |
| перша особа | ma-            | uŋ(k)- | uŋ(k)- … -pi |
| друга особа | ni-            |        | ni- … -pi    |
| третя особа | без позначення |        | -pi          |

|             | однини         | двоїна | множина      |
| перша особа | ma-            |        | uŋ(k)- … -pi |
| друга особа | ni-            |        | ni- … -pi    |
| третя особа | без позначення |        | -wicha-      |

Приклад: waŋwíčhayaŋke «Він дивився на них» від waŋyáŋkA «подивитися на щось / когось».
Суб'єктні та об'єктні займенники в одному дієслові Якщо потрібно позначити і підмет, і об'єкт, у дієслові трапляються два афікси. Нижче наведена таблиця для ілюстрації. Суб'єктні афікси позначені курсивом, а об'єктні афікси — підкресленням. Деякі афікси охоплюють як предмет, так і об'єкт (наприклад, čhi-…). Символ ∅ вказує на відсутність маркування для певного суб'єкта / об'єкта. У клітинках із трьома формами вказуються форми дієслів I, II класу та III класу у цьому порядку.
|                   | мене                                  | тебе         | його / її; їх (неістоти)       | нас                                | вас         | їх (істоти)                                |
| я                 |                                       | čhi-1 …      | wa∅- … bl∅- … m∅- …            |                                    | čhi- … -pi  | wičhawa- … wičhabl- … wičham- …            |
| ти                | maya- … mayal-2 … mayan- …            |              | ya∅- … l∅- … n∅- …             | uŋya- … -pi uŋl- … -pi uŋn- … -pi  |             | wičhaya- … wičhal- … wičhan- …             |
| він / вона / воно | ma∅- …                                | ni∅- …       | ∅- …                           | uŋ(k)∅- … -pi                      | ni∅- … -pi  | wičha∅- …                                  |
| ми                |                                       | uŋni-3 … -pi | uŋ(k)∅- … -pi                  |                                    | uŋni- … -pi | wičhauŋ(k)-4 … -pi                         |
| ви                | maya- … -pi mayal- … -pi mayan- … -pi |              | ya∅- … -pi l∅- … -pi n∅- … -pi | uŋya- … -pi5 uŋl- … -pi uŋn- … -pi |             | wičhaya- … -pi wičhal- … -pi wičhan- … -pi |
| вони              | ma- … -pi                             | ni- … -pi    | … -∅pi                         | uŋ- … -pi                          | ni- … -pi   | wičha- … -pi                               |

- 1 Афікс čhi- охоплює випадки, коли я-підмет і ти-присудок трапляються у перехідних дієсловах.
- 2 Дієслова II та III класу мають неправильні yal- та yan- відповідно.
- 3 Ці префікси відокремлюються, коли uŋ(k)- має бути префіксом, а ni- та ін. повинні бути інфіксом.

Приклад: uŋkánipȟepi «Ми чекаємо на вас» від apȟé «чекати на когось».
- 4 uŋ(k) — передує всім афіксам, крім wičha-. В останньому стовпчику дієслова, які потребують префікса uŋ(k)-, є більш складними через правила, що конкурують: uŋ(k)- мають бути префіксом, але також повинен йти після wičha-. Більшість мовців вирішує цю проблему, вставляючи wičhauŋ(k) після початкової голосної і повторюючи початковий голосний знову.

Приклад: iwíčhauŋkičupi «Ми взяли їх» від ičú «взяти щось/когось».
- 5 Оскільки суфікс -pi може з'являтися лише один раз у кожному дієслові, але може позначати множину або в предметі, або в об'єкті (або й у обох), певна неоднозначність існує у формах: uŋ- … -pi, uŋni- … -pi та uŋya-/uŋl-/uŋn- … -pi.

#### Енклітики
Лакота має ряд енклітних частинок, які слідують за дієсловом, багато з яких різняться залежно від того, чи є мовець чоловіком чи жінкою.

##### Чоловіча та жіноча мова
Невелика кількість енклітиків (приблизно вісім) відрізняються за формою залежно від статі мовця. Yeló (чоловіки), ye (жінки) відзначають легкі ствердження. Kštó (тільки жінки, за даними більшості джерел) відзначає сильне ствердження. Yo (чоловіки) та ye (жінки) позначають нейтральні команди, yetȟó (чоловіки) та nitȟó (жінки) позначають знайомих, а ye (і чоловіки, і жінки) та na позначають запити. He обидві статі використовують для позначення прямих питань, але чоловіки також використовують hųwó у більш формальних ситуаціях. Використання so (чоловіки) та se (жінки) відзначають запитання із сумнівом, що особа, яку питають, знає відповідь.
Приклади вживання енклітиків
| Енклітик | Значення                        | Приклад             | Переклад                         |
| hAŋ      | тривалий                        | yá-he               | «ішов/ішла»                      |
| pi       | множина                         | iyáyapi             | «вони пішли»                     |
| la       | зменшувальний                   | záptaŋla            | «лише п'ять»                     |
| kA       | ослаблений                      | wašteke             | «більш-менш добре»               |
| ktA      | іреаліс                         | uŋyíŋ kte           | «ти і я підемо» (майбутнє)       |
| šni      | заперечення                     | hiyú šni            | «він/вона/воно не вийшов/вийшла» |
| s'a      | повторення                      | eyápi s'a           | «вони часто кажуть»              |
| séčA     | здогад                          | ú kte séče          | «він міг би прийти»              |
| yeló     | твердження (чол)                | blé ló              | «Я пішов туди (стверджую)»       |
| yé       | твердження (жін)                | hí yé               | «він прийшов (стверджую)»        |
| he       | допитування                     | Táku kȟoyákipȟa he? | «Чого ти боїшся?»                |
| huŋwó    | допитування (чол. форм.)        | Tókhiya lá huŋwó?   | «Куди ти йдеш?»                  |
| huŋwé    | допитування (жін. форм., заст.) | Hé tákula huŋwé?    | «Що це за дрібниця?»             |
| waŋ      | сумнівне питання                | séča waŋ            | «чи може бути так, як здається?» |
| škhé     | доказовий                       | yá-ha škhé          | «він збирався йти, я розумію»    |
| kéye     | доказовий (з чуток)             | yápi kéye           | «вони пішли, вони кажуть»        |

### Аблаут
Термін «аблаут» позначає властивість деяких слів змінювати свою кінцеву голосну в певних ситуаціях.
Šúŋka kiŋ sápa čha waŋbláke. Šúŋka kiŋ sápe. Šúŋka kiŋ sápiŋ na tȟáŋka.
Остання голосна в слові «SápA» змінюється. Слова, які зазнають цієї зміни, називаються A-словами, оскільки в цитатах словника вони записуються закінченням на -A або -Aŋ. Ці слова ніколи не пишуться з остаточної великої літери у фактичних текстах. Похідні цих слів також отримують аблаут, проте є винятки.
Є три форми слів з аблаутом: -a/-aŋ, -e, -iŋ . Вони позначаються як а/aŋ-аблаут, e-аблаут та iŋ-аблаут відповідно. Аблаут завжди залежить від того, яке слово слідує за словом, що набуває аблауту.

## Фрази
"Háu kȟolá ", буквально «Привіт, друже», є найпоширенішим привітанням і перетворилося на загальний індіанський штамп «How!» для американського кіно. Подібно до того, як традиційну пернатий головний убір племені тетонів «дарували» всім індіанським фільмам. Оскільки háu — єдине слово в Лакоті, яке містить дифтонг, /au/, це може бути запозиченим словом з несіуанської мови.

## Вплив лакота на англійську
Подібно до того, як люди з різних регіонів країн мають говірки, місцеві американці лакота, які розмовляють англійською, мають певні чіткі мовленнєві схеми. Ці візерунки відображаються в їх граматичних послідовностях і їх можна почути деякі фонологічні відмінності. Ці унікальні характеристики спостерігаються і у молоді лакоти, навіть у тих, хто вчив лише англійську мову.

## Згадки у популярній культурі
Лакота відображено у фільмі 1990 року «Танці з вовками», в якому велика частина діалогу ведеться на лакоті (з англійськими субтитрами).
Лакота коротко представлений у відеоігри 2018 року Red Dead Redemption 2, про яку говорив аборигенний персонаж Chief Rains Falls.
У серіалі HBO Westworld Лакота використовується «господарями», які зображують корінних американців або «індіанців» та «бродяг», більш відомих як члени нації-привидів. Більшість діалогів в епізоді «Кіксуя» (2 сезон, епізод 8) ведеться на лакоті.
У серіалі Netflix Незламна Кіммі Шмідт персонаж Жаклін Вайт та її родина періодично користуються лакотою.